# Dysderella
Dysderella là một chi nhện trong họ Dysderidae.